# High-King
High-King(일본어: ハイ・キング)은 헬로! 프로젝트에 소속된 일본의 여성 가수 그룹, 여성 아이돌 그룹이다. 2008년 8월 상영된 모닝구무스메。와 다카라즈카 가극단의 합작 뮤지컬「신데렐라 the 뮤지컬」의 홍보를 위해 결성된 스페셜 유닛이다.

## 멤버

### 졸업 멤버
- 다카하시 아이(高橋愛, たかはし あい) : 1986년 9월 14일 생 - 모닝구무스메。리더
- 다나카 레이나(田中れいな, たなか れいな) : 1989년 11월 11일 생 - 모닝구무스메。, High-King 리더
- 시미즈 사키(清水佐紀, しみず さき) : 1991년 11월 22일 생 - Berryz코보 캡틴
- 야지마 마이미(矢島舞美, やじま まいみ) : 1992년 2월 7일 생 - ℃-ute 리더
- 마에다 유카(前田憂佳, まえだ ゆうか) : 1994년 12월 28일 생 - 스마이레지 (결성 시는 하로프로에그)

## 약력
2008년
- 4월 19일 - 헬로! 프로젝트 공식 홈페이지에서「신데렐라 the 뮤지컬」을 응원하는 스페셜 유닛으로서 결성되는 것이 발표되었다[1].
- 6월 11일 - 첫 번째 싱글「C＼C(신데렐라＼콤플렉스)」를 발매[2].

2009년
- 7월 15일 - 헬로! 프로젝트 커버 앨범「チャンプル①～ハッピーマリッジソングカバー集～」를 발매. 이 CD에 본 그룹이 노래하는「DIAMONDS<다이아몬드>」가 수록되고 있다.
- 7월 19일 ~ 8월 9일 - 헬로! 프로젝트의 콘서트 투어「Hello! Project 2009 SUMMER 혁명원년 ~Hello! 챤푸루~」에 출연.「DIAMONDS<다이아몬드>」,「C＼C(신데렐라＼콤플렉스)」를 피로했다.
- 12월 2일 -「プッチベスト10」에「DESTINY LOVE」가 수록된다.

2010년
- 1월 5일 ~ 24일 - 헬로! 프로젝트의 콘서트 투어「Hello! Project 2010 WINTER 가초풍월 ~셔플데이트~」에 출연.「DESTINY LOVE」,「DIAMONDS<다이아몬드>」,「C＼C(신데렐라＼콤플렉스)」를 피로했다.
- 7월 18일 ~ 8월 8일 - 헬로! 프로젝트의 콘서트 투어「Hello! Project 2010 SUMMER ~판코라!~」에 출연.「DESTINY LOVE」(코베 밤, 나카노 아침 공연),「안아줘!PLEASE GO ON」(나카노 밤 공연)를 피로했다.

2011년
- 1월 2일 ~ 23일 - 헬로! 프로젝트의 콘서트 투어「Hello! Project 2011 WINTER ~환영 신선축제~」에 출연.「SHALL WE LOVE?」,「기억의 미로」(이상 A-1 공연),「DESTINY LOVE」,「스크럼블」(이상 A-2 공연)을 피로했다.
- 7월 16일 ~ 8월 14일 - 헬로! 프로젝트의 콘서트 투어「Hello! Project 2011 SUMMER ~일본의 미래는~ YEAH YEAH 라이브」에 출연.「기억의 미로」,「C＼C(신데렐라＼콤플렉스)」를 피로했다.
- 9월 30일 - 다카하시 아이가 모닝구무스메。와 헬로! 프로젝트를 졸업.
- 12월 31일 - 마에다 유카가 스마이레지와 헬로! 프로젝트를 졸업 및 연예계를 은퇴.

2013년
- 1월 6일 - 헬로! 프로젝트의 콘서트 투어「Hello! Project 탄생 15주년 기념 라이브 2013 겨울 ~브라보!~」(밤 공연)에 특별 OG 게스트로서 다카하시 아이가 출연. 다카하시, 다나카, 시미즈, 야지마의 4명이서「C＼C(신데렐라＼콤플렉스)」를 피로했다.
- 5월 21일 - 다나카 레이나가 모닝구무스메。와 헬로! 프로젝트를 졸업.

2015년
- 3월 3일 - 시미즈 사키가 Berryz코보의 무기한 활동 정지로 동시에 헬로! 프로젝트를 졸업.

2017년
- 6월 12일 - 야지마 마이미가 ℃-ute의 해산으로 동시에 헬로! 프로젝트를 졸업. 이로써 멤버 전원이 졸업한 상태이다.

## 음악

### 싱글
1. C＼C(シンデレラ＼コンプレックス) (2008년 6월 11일) (작사・작곡 : 층쿠)
  - 커플링：記憶の迷路 (작사・작곡 : 층쿠)

### 앨범
1. ハロー！プロジェクト スペシャルユニット メガベスト (2008년 12월 10일)
2. プッチベスト9 (2008년 12월 10일)
3. チャンプル①～ハッピーマリッジソングカバー集～(2009년 7월 15일)
  - 「DIAMONDS」<ダイアモンド>를 수록.
4. プッチベスト10 (2009년 12월 2일)
  - DESTINY LOVE를 수록.

### 싱글V
1. C＼C(シンデレラ＼コンプレックス) (Zetima, 2008년 6월 25일)

## 출연

### TV
- 하로모니@ (2008년 6월 15일, 테레비도쿄)
- 음악전사 MUSIC FIGHTER (2008년 7월 4일, 니혼테레비)